# MoveMeant
MoveMeant – debiutancki album studyjny szwedzko-kongijskiego piosenkarza Mohombiego, wydany 11 lutego 2011 w ramach wspólnego przedsięwzięcia wytwórni 2101 Records oraz Universal Music Group. Producentem wykonawczym albumu był RedOne. Na pierwszy singel wydawnictwa wybrano utwór „Bumpy Ride”.
Album dotarł do 43. miejsca w szwedzkim zestawieniu wydawnictw Sverigetopplistan, 69. pozycji na flamandzkiej liście Ultratop 200 Albums w Belgii, a także 79. miejsca we francuskim zestawieniu albumów prowadzonym przez Syndicat national de l’édition phonographique.

## Lista utworów
Opracowano na podstawie materiałów źródłowych.
| Podstawowa wersja albumu (2011) 1. „Bumpy Ride” – 3:44 2. „Dirty Situation” (feat. Akon) – 3:41 3. „Coconut Tree” (feat. Nicole Scherzinger) – 3:38 4. „Love in America” – 4:42 5. „Miss Me” (feat. Nelly) – 3:21 6. „Sex Your Body” – 3:51 7. „Say Jambo” – 3:11 8. „Lovin’” – 3:20 9. „Do Me Right” – 3:09 10. „Match Made in Heaven” – 4:19 11. „Bumpy Ride” (french bonus track) – 3:44 12. „Dirty Situation” (french bonus track) – 3:40 13. „Bumpy Ride” (feat. Pitbull) – 3:27 | Reedycja wydana w Wielkiej Brytanii (2012) 1. „In Your Head” – 3:12 2. „Bumpy Ride” (feat. Pitbull) – 3:46 3. „Dirty Situation” (feat. Akon) – 3:40 4. „Coconut Tree” (feat. Nicole Scherzinger) – 3:38 5. „Love in America” – 4:42 6. „Miss Me” (feat. Nelly) – 3:21 7. „Sex Your Body” – 3:58 8. „Say Jambo” – 3:14 9. „Lovin’” – 3:20 10. „Do Me Right” – 3:10 11. „Match Made in Heaven” – 4:19 12. „The World Is Dancing” – 4:03 13. „The Power of the Cocktail” (feat. Machel Montano) – 3:27 |

## Pozycja na liście sprzedaży
| Kraj    | Notowanie (2011)    | Najwyższa pozycja |
| ------- | ------------------- | ----------------- |
| Szwecja | Sverigetopplistan   | 43                |
| Belgia  | Ultratop 200 Albums | 69                |
| Francja | SNEP                | 79                |